# Bach Gesellschaft

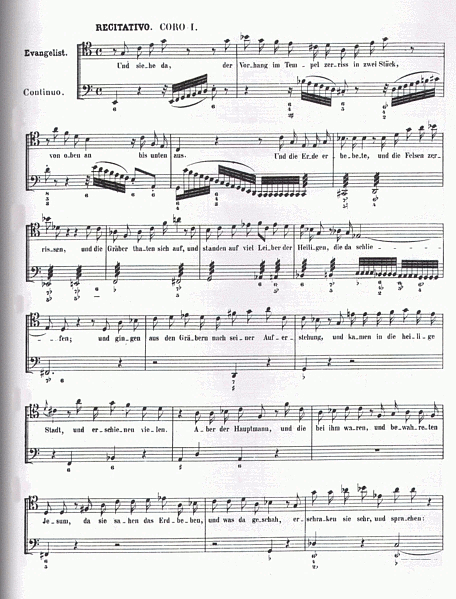
Página de la edición Bach-Gesellschaft de la "Pasión según San Mateo," BWV 244, publicada en 1856.

Bach Gesellschaft fue una sociedad fundada en 1850 con el expreso objetivo de publicar las obras completas de Johann Sebastian Bach sin arreglos editoriales. Cuando su propósito fue cometido la sociedad se disolvió.

## Orígenes
Sus fundadores fueron Moritz Hauptmann, Kantor en el coro de la Iglesia Luterana de Santo Tomás en Leipzig (y por lo tanto sucesor de Bach); Otto Jahn, autor de una importante biografía sobre Mozart; Carl Ferdinand Becker, profesor en el Conservatorio de Leipzig; y el compositor Robert Schumann.

## Historia de la publicación
La sociedad Bach-Gesellschaft comenzó publicando obras de Bach en 1851. El primer volumen comenzó con la cantata Wie schön leuchtet der Morgenstern, BWV 1. La publicación se completó, con 46 volúmenes, en 1900.
No obstante, la edición de El arte de la fuga por Wolfgang Graeser, publicada en 1926, es considerada en ocasiones como el "volumen 47" y fue editada como un suplemento a la publicación de la Bach-Gesellschaft, por la editorial Breitkopf & Härtel, editores de la serie original.
Adicionalmente, la parte 1 del volumen 45 incluye una versión revisada (Neue berichtige Ausgabe) de las Suites inglesas, BWV 806-811 y las Suites francesas, BWV 812-817 que habían sido publicadas anteriormente en el volumen 13.

## Consideraciones sobre la calidad de la edición
Los volúmenes son diferentes en lo que respecta a la calidad de la edición y a la fidelidad y exactitud con la que se transcriben las partituras originales. El investigador Hans T. David criticó especialmente la transcripción que contiene el volumen 31 de la partitura de la Ofrenda musical, BWV 1079 por las numerosas incorrecciones y la Enciclopedia Británica, en su undécima edición, califica la edición como "de muy desigual mérito", alabando la parte de la edición que fue responsabilidad de Wilhelm Rust, pero destaca el deterioro de los estándares de edición posteriores a su muerte, subrayando el volumen en el cual "el bajo y el violín están un compás aparte durante una línea entera" (aparentemente se refiere a una edición descuidada).
En las notas a su versión de las Variaciones Goldberg, Ralph Kirkpatrick llama la atención sobre varios "errores de la edición de la Bach-Gesellschaft" que ha tenido que corregir, particularmente en lo referente a la presentación de los ornamentos. Sobre este particular, hay que tener en cuenta que el volumen 3, que contiene las Variaciones Goldberg, fue uno de los primeros en ser editado, apareciendo en 1853.
En cualquier caso, la edición de la obra de Bach que realizó la Bach-Gesellschaft, fue un extraordinario logro y contribuyó enormemente a facilitar el estudio, la apreciación de la música de Bach. Han permanecido como la edición estándar de la obra completa de Bach hasta la publicación de la edición de la Neue Bach-Ausgabe, que se inició en 1954, publicada por la editorial Bärenreiter.